# Аксьоново (сільське поселення Чисменське)
Аксьоново  (рос. Аксёново) - присілок, підпорядкований місту Волоколамську Московської області Російської Федерації.
Муніципальне утворення — Волоколамський міський округ. Населення становить 23 особи (2013).

## Історія
З 14 січня 1929 року входить до Московської області. Раніше належало до Московської губернії. Належало до Волоколамського району до його ліквідації 9 червня 2019 року.
У 2006-2019 роках органом місцевого самоврядування було сільське поселення Чисменське. Сучасне адміністративне підпорядкування з 2019 року.

## Населення
| 1852 | 1859 | 1926 | 2002 | 2006 | 2010 |
| ---- | ---- | ---- | ---- | ---- | ---- |
| 125  | ↘96  | ↗133 | ↘14  | ↗24  | ↘23  |